# Leo F. Forbstein
Leo F. Forbstein est un compositeur et un directeur musical américain né le 16 octobre 1892 à Saint-Louis (Missouri) et mort le 16 mars 1948 à Hollywood (Californie).

## Biographie
Forbstein est né à Saint-Louis (Missouri). Il apprend le violon à l'âge de quatre ans. En tant que chef d'orchestre, il fait l'accompagnement musical de films muets, puis devient le principal chef d'orchestre du Newman Theatre à Kansas City, où l'organiste est son futur collègue chez Warner Bros. Carl W. Stalling. Au milieu des années 1920, Forbstein vient à Hollywood pour prendre la direction de l'orchestre symphonique du Grauman's Egyptian Theatre.
Il rejoint Warner Bros. comme chef d'orchestre de l'orchestre Vitaphone, aux côtés de Erno Rapee (en), Louis Silvers et David Mendoza. Il est mentionné pour la première fois dans un générique pour le film Tempête (The Squall) en 1929. En 1931, Warner licencie Rapee et Mendoza, et Forbstein devient le principal directeur musical du studio.

## Filmographie partielle

### Comme compositeur
- 1929 : Papillons de nuit (Broadway Babies) de Mervyn LeRoy
- 1932 : L'Homme qui jouait à être Dieu (The Man Who Played God) de John G. Adolfi
- 1933 : L'Attaque rouge (The Telegraph Trail) de Tenny Wright
- 1933 : Frères dans la mort (Somewhere in Sonora) de Mack V. Wright

### Comme directeur musical
- 1929 : Tempête (The Squall) d'Alexander Korda
- 1931 : Le Faucon maltais de Roy Del Ruth
- 1931 : Le Millionnaire de John G. Adolfi
- 1931 : La Fille de l'enfer (Safe In Hell) de William A. Wellman
- 1931 : Bought d'Archie Mayo
- 1931 : The Star Witness de William A. Wellman
- 1932 : Union Depot d'Alfred E. Green
- 1932 : Ombres vers le sud de Michael Curtiz
- 1932 : Je suis un évadé de Mervyn LeRoy
- 1932 : Jewel Robbery de William Dieterle
- 1932 : Fireman, Save My Child de Lloyd Bacon
- 1933 : 42e Rue de Lloyd Bacon
- 1933 : Chercheuses d'or de 1933 de Mervyn LeRoy
- 1933 : L'Irrésistible (Son of a Sailor) de Lloyd Bacon
- 1933 : Blondie Johnson de Ray Enright
- 1934 : La Fine Équipe (6 Day Bike Rider) de Lloyd Bacon
- 1934 : Wonder Bar de Lloyd Bacon
- 1935 : Capitaine Blood de Michael Curtiz
- 1935 : Le Gondolier de Broadway (Broadway Gondolier) de Lloyd Bacon
- 1936 : La Charge de la brigade légère de Michael Curtiz
- 1937 : La Vie d'Émile Zola de William Dieterle
- 1937 : Anthony Adverse de Mervyn LeRoy
- 1939 : La Vie privée d'Élisabeth d'Angleterre de Michael Curtiz
- 1940 : La Lettre de William Wyler
- 1941 : L'Homme de la rue de Frank Capra
- 1941 : Sergent York de Howard Hawks
- 1941 : Le Faucon maltais de John Huston
- 1942 : La Glorieuse Parade de Michael Curtiz
- 1942 : Casablanca de Michael Curtiz
- 1944 : Le Port de l'angoisse de Howard Hawks
- 1945 : Le Roman de Mildred Pierce de Michael Curtiz
- 1945 : Joyeux Noël dans le Connecticut (Christmas in Connecticut) de Peter Godfrey
- 1946 : Le Grand Sommeil de Howard Hawks
- 1947 : L'Homme que j'aime (The Man I Love), de Raoul Walsh
- 1948 : Le Trésor de la Sierra Madre de John Huston
- 1948 : La Corde d'Alfred Hitchcock

## Oscar de la meilleure musique de film

### Récompenses
- Oscars 1938 : Anthony Adverse de Mervyn LeRoy – Leo Forbstein, directeur du département musique ; Erich Wolfgang Korngold, compositeur

### Nominations
- Oscars 1936 : Capitaine Blood de Michael Curtiz – Leo Forbstein, directeur du département musique ; Erich Wolfgang Korngold, compositeur
- Oscars 1937 : La Charge de la brigade légère de Michael Curtiz – Leo Forbstein, directeur du département musique ; Max Steiner, compositeur
- Oscars 1938 : La Vie d'Émile Zola de William Dieterle - Leo Forbstein, directeur du département musique ; Max Steiner, compositeur